# (5283) Pirro
(5283) Pirro es un asteroide que forma parte de los asteroides troyanos de Júpiter, descubierto el 31 de enero de 1989 por Carolyn Shoemaker desde el Observatorio del Monte Palomar, Estados Unidos.

## Designación y nombre
Designado provisionalmente como 1989 BW. Fue nombrado Pirro en honor a Neoptólemo, conocido hasta los 12 años como Pirro debido al color de su cabello. Fue rey de Epiro e hijo de Aquiles. Después de la muerte de Aquiles, una delegación griega dirigida por Odiseo fue a Epiro y llevó a Pirro a la Guerra de Troya. Enfurecido por la muerte de su padre, se convirtió en el más despiadado de todos los griegos. Utilizando un hacha de guerra, rompió las puertas que conducían a la casa del rey Príamo, que saqueó y quemó, sin mostrar misericordia para las mujeres y los niños. Después de matar al hijo de Príamo, Polites, también mató a Príamo en un altar, un sacrilegio. Se llevó a la esposa de Héctor, Andrómaca, como premio.

## Características orbitales
Pirro está situado a una distancia media del Sol de 5,203 ua, pudiendo alejarse hasta 5,975 ua y acercarse hasta 4,431 ua. Su excentricidad es 0,148 y la inclinación orbital 17,48 grados. Emplea 4335,07 días en completar una órbita alrededor del Sol.

## Características físicas
La magnitud absoluta de Pirro es 9,8. Tiene 48,356 km de diámetro y su albedo se estima en 0,1.